# Reyer Venezia 1963-1964
Questa voce raccoglie le informazioni riguardanti la Reyer Venezia nelle competizioni ufficiali della stagione 1963-1964.

## Stagione
La Reyer Venezia disputa il campionato di Serie A terminando al 2º posto. La Reyer Venezia viene quindi promossa nel campionato Elette.

## Rosa 1963-64
- Andrea Besa
- Giorgio Cedolini
- Santi
- Antonio De Stefani
- Vincenzo Bottan
- Viscovich
- Bosello
- Ezio Lessana
- P. Nason
- Guido Vaccher
- Roberto Zamarin
- Scarpa
- Toffanello[1][2]

Allenatore:
- Giulio Geroli